# 帕特南縣 (田納西州)
帕特南縣（英語：Putnam County）是美國田納西州中部的一個縣。面積1,043平方公里。根據美國2000年人口普查，共有人口62,315。縣治庫克維爾 (Cookeville)。
成立於1854年2月11日。縣名紀念七年戰爭和美國獨立戰爭英雄，伊斯雷尔·帕特南。